# لیگ برتر فوتسال زنان ایران
مسابقات لیگ برتر فوتسال زنان ایران دومین سطح مسابقات باشگاهی فوتسال زنان در کشور ایران است. اولین دوره لیگ برتر فوتسال زنان در سال ۱۳۸۴ برگزار شده‌است. پیش از آن، ابتدا مسابقات فوتسال زنان با تلاش‌های مهناز امیرشقاقی، نظرعلی، صالح و کرمزاده بین سال‌های ۱۳۷۵ تا ۱۳۷۷ در سطح استان تهران برگزار می‌شد و اولین لیگ کشوری در سال ۱۳۷۹ و یکسال پس از تأسیس انجمن فوتسال برگزار شد.
لیگ دسته اول فوتبال زنان کشور با حضور ۸ تیم از نیمه دوم سال ۱۳۸۲ برنامه‌ریزی شده بود. پیش از آن مسابقات فوتسال زنان کشور برگزار می‌شد. در مسابقات فوتسال زنان کشور سال ۱۳۸۲، چهار تیم استقلال تهران، دیهیم شهرداری اهواز، پیام نوآوران نوشهر و تجارتخانه جنوب، برای کسب عنوان قهرمانی، در مرحله نهایی در اردیبهشت ۱۳۸۲ در سالن ورزشی زنان مجموعه آزادی به صورت دوره‌ای باهم دیدار کردند.

## پیشینه لیگ فوتسال زنان ایران

### پیش از آغاز لیگ برتر فوتسال
- در نخستین مرحله مسابقات فوتبال داخل سالن زنان باشگاه‌های دسته یک کشور در فروردین ۱۳۸۲، تیم تجارتخانه جنوب هرمزگان قهرمان شد. این مسابقات با شرکت ۴ تیم پیکان تهران، تجارتخانه جنوب، شهرداری اهواز و صنعت کرمانشاه در سالن علوم پزشکی بندر عباس برگزار شد. تیم تجارتخانه بر تمام دیگر تیم‌ها پیروز شد.[۴]

### لیگ برتر فوتسال زنان
| دوره | فصل                 | قهرمان                 | نایب‌قهرمان             | جایگاه سوم                                |
| ---- | ------------------- | ---------------------- | ---------------------- | ----------------------------------------- |
| ۱    | ۱۳۸۴                | راه‌آهن تهران           | پیام نوآوران نوشهر     | دیهیم اهواز                               |
| ۲    | ۱۳۸۵                | تجارتخانه جنوب هرمزگان | استقلال‌جنوب دزفول      | دانشگاه آزاد                              |
| ۳    | ۱۳۸۶                | استقلال جنوب دزفول     | تجارتخانه جنوب هرمزگان |                                           |
| ۴    | ۱۳۸۷                | راه‌آهن                 | تجارتخانه جنوب هرمزگان | پرسپولیس تهران                            |
| ۵    | ۱۳۸۸                | تجارتخانه جنوب هرمزگان | آرش بندرعباس           | ملوان جوان رشت                            |
| ۶    | ۱۳۸۹                | تجارتخانه جنوب هرمزگان | ملی حفاری اهواز        | حجاب قزوین                                |
| ۷    | ۱۳۹۰                | پرسپولیس تهران         | حجاب قزوین             | ملی حفاری اهواز                           |
| ۸    | ۱۳۹۱                | ملی حفاری اهواز        | پرسپولیس تهران         | متین ورامین                               |
| ۹    | ۱۳۹۲                | ملی حفاری اهواز        | پالایشگاه نفت آبادان   | پرسپولیس تهران                            |
| ۱۰   | ۱۳۹۳                | ملی حفاری اهواز        | سپیدرود رشت            | دانشگاه آزاد                              |
| ۱۱   | ۱۳۹۴                | دانشگاه آزاد           | ملی حفاری اهواز        | تعاونی احرار رشت                          |
| ۱۲   | ۱۳۹۵                | ملی حفاری اهواز        | دانشگاه آزاد           | پالایشگاه نفت آبادان                      |
| ۱۳   | ۱۳۹۶                | پالایش نفت آبادان      | ملی حفاری اهواز        | دانشگاه آزاد                              |
| ۱۴   | ۱۳۹۷                | نامی نو اصفهان         | مس رفسنجان             | ملی حفاری اهواز                           |
| ۱۵   | ۱۳۹۸                | مس رفسنجان             | سایپا تهران            | ملی حفاری اهواز / هیات فوتبال خراسان رضوی |
| ۱۶   | ۱۳۹۹                | پالایش نفت آبادان      | سایپا تهران            | هیات فوتبال خراسان رضوی                   |
| ۱۷   | ۱۴۰۰                | پیکان تهران            | نصر فردیس کرج          | ملی حفاری اهواز / مس رفسنجان              |
| ۱۸   | ۱۴۰۱(لیگ دسته اول)  |                        |                        |                                           |
| ۱۹   | ۱۴۰۲ (لیگ دسته اول) | فولاد هرمزگان          | نفت امیدیه             | مس کرمان                                  |

## تغییر سطوح لیگ برتر
سازمان لیگ فوتسال بعد از ۳ سال ساختار برگزاری لیگ بانوان را مجددا تغییر داد.
به گزارش فارس، سازمان لیگ فوتسال در سال ۱۴۰۱ در برگزاری مسابقات لیگ بانوان تغییراتی به وجود آورد و با تغییر لیگ برتر به سوپر لیگ فوتسال بانوان این مسابقات را برگزار کرد اما حالا مجددا سازمان لیگ ساختار فصل مسابقاتی لیگ فوتسال در سال ۱۴۰۳ را تغییر داده‌است.
بر این اساس مسابقات سطح سوپرلیگ به صورت لیگ برتر و سطح لیگ برتر به عنوان لیگ دسته یک برگزار خواهد شد.
شنیده شده در جلسه ای که بین مدیران باشگاه‌ها با سازمان لیگ برگزار شده باشگاه‌ها مخالف این تصمیم سازمان لیگ بودند اما در نهایت این تصمیم اجرای شد.
پس از این تغییر سطح  مجددريال جدول به شکل زیر ادامه خواهد داشت:
| دوره | فصل  | قهرمان            | نایب‌قهرمان    | جایگاه سوم        | منبع          |
| ---- | ---- | ----------------- | ------------- | ----------------- | ------------- |
| ۱۸   | ۱۴۰۱ | پیکان تهران       | نصر فردیس کرج | پالایش نفت آبادان | [ ۲۲ ] [ ۲۳ ] |
| ۱۹   | ۱۴۰۲ | پالایش نفت آبادان | شاهین نطنز    | مس رفسنجان        | [ ۲۴ ]        |
| ۲۰   | ۱۴۰۳ |                   |               |                   |               |